# Samsonman
Der Samsonman war bis 2008 eine Rad- und ist seit 2005 eine Laufsport-Veranstaltung in St. Michael im Lungau (Bundesland Salzburg, Österreich), die seit 1989 im Sommer stattfindet. Ihr Namensgeber ist die traditionelle Riesenfigur des Samson.
Der Samsonman-Radmarathon fand jährlich im Juli statt. Er bestand zuletzt (2008) aus vier Rennen über Strecken von 54 km (350 Höhenmeter), 108 km (700 HM), 160 km (3400 HM) und 220 km (4600 HM). Zum 20-jährigen Jubiläum am 20. Juni bis 22. Juni 2008 organisierte der Landes-Radsportverband Salzburg zusätzlich ein Rennen über 108 Kilometer für Lizenzfahrer, nach den Bestimmungen des Österreichischen Radsport-Verbandes (ÖRV).
Die 54- und die 108-km-Strecke bestanden aus einem Rundkurs durch den Lungau, der ein- bzw. zweimal durchfahren wurde. Die längeren Strecken verliefen zunächst durch die Gurktaler Alpen und gabelten sich in Flattnitz. Die 160-km-Strecke führte von dort direkt über Tamsweg zurück nach St. Michael, die 220-km-Strecke  beschrieb einen Bogen über Sankt Lambrecht, Niederwölz und Oberwölz, bevor sie über Tamsweg zum Ausgangspunkt zurückführte.
Der Samsonman-Laufmarathon findet im August statt. Er besteht aus einer Rundstrecke um St. Michael, die ein- (Viertelmarathon), zwei- (Halbmarathon) oder viermal (Marathon) durchlaufen wird.

## Statistik

### Radmarathon
Finisher 2007
- 108 km Lizenzrennen: 21 (Sieger: Friedrich Pöltl in 2:35:38,9)
- 54 km: 94 (78 Männer und 16 Frauen), 5 weniger als im Vorjahr
- 108 km: 46 (40 Männer und 6 Frauen), 13 mehr als im Vorjahr
- 160 km: 234 (219 Männer und 15 Frauen), 54 mehr als im Vorjahr
- 220 km: 126 (122 Männer und 4 Frauen), 7 mehr als im Vorjahr

### Laufmarathon

#### Siegerliste Marathon
| Datum         | Männer               | Zeit    | Frauen                 | Zeit    |
| ------------- | -------------------- | ------- | ---------------------- | ------- |
| 15. Aug. 2008 | Victor Vlad (ROU)    | 3:05:17 | Heidi Riepl -3-        | 3:42:30 |
| 18. Aug. 2007 | Johann Blasge        | 2:56:13 | Monica Barchetti (ITA) | 3:24:23 |
| 19. Aug. 2006 | Thomas Funcke-Lehner | 3:04:27 | Heidi Riepl -2-        | 4:07:21 |
| 21. Aug. 2005 | Herbert Kaefer       | 3:08:07 | Heidi Riepl            | 4:23:24 |

#### Siegerliste Halbmarathon
| Jahr | Männer                 | Zeit    | Frauen                 | Zeit    |
| ---- | ---------------------- | ------- | ---------------------- | ------- |
| 2010 | Robert Gruber          | 1:11:35 | Martina Pertl -2-      | 1:31:39 |
| 2009 | Niklas Kroehn          | 1:15:59 | Sabine Hofer           | 1:24:36 |
| 2008 | Christian Fadinger -2- | 1:19:42 | Martina Pertl          | 1:33:56 |
| 2007 | Christian Fadinger     | 1:20:13 | Katrin Lang            | 1:33:41 |
| 2006 | Manfred Konrad         | 1:16:49 | Marianne Kmetyko-Huber | 1:46:19 |
| 2005 | Mathias Dietze (GER)   | 1:16:06 | Ulla Korenjak          | 1:28:06 |

#### Entwicklung der Finisherzahlen
| Jahr | Marathon | davon Frauen | Halb- marathon | davon Frauen | Viertel- marathon | davon Frauen |
| ---- | -------- | ------------ | -------------- | ------------ | ----------------- | ------------ |
| 2010 | —        | —            | 67             | 16           | 61                | 14           |
| 2009 | —        | —            | 98             | 22           | 53                | 19           |
| 2008 | 31       | 6            | 78             | 19           | 63                | 18           |
| 2007 | 39       | 3            | 62             | 24           | 42                | 13           |
| 2006 | 24       | 4            | 58             | 15           | 42                | 18           |
| 2005 | 38       | 2            | 67             | 12           | 28                | 8            |